# Brzeźnica (powiat konecki)
Brzeźnica – wieś w Polsce położona w województwie świętokrzyskim, w powiecie koneckim, w gminie Gowarczów.
W latach 1975–1998 miejscowość administracyjnie należała do województwa radomskiego.
Wierni kościoła rzymskokatolickiego należą do parafii Świętych Apostołów Piotra i Pawła w Gowarczowie.